# Sinkó Ferenc (író)
Sinkó Ferenc (Gyerk, 1912. július 19. – Budapest, 1990. november 1.) író, szerkesztő, műfordító.

## Élete
1931-ben Ipolyságon érettségizett. Prágában a Károly Egyetemen végzett jogot 1937. március 28-án. 1931-1937 között egyetemi hallgatóként a Magyar Akadémikusok Keresztény Köre és a Prohászka Kör (Prohászka Ottokár Körök Szövetsége) tagja. 1933-tól az Új Élet című lap segédszerkesztője, 1935-1939 között főszerkesztője, de más lapokban is publikált (A Mi Lapunk, Tábortűz, Prágai Magyar Hírlap). Rozsnyón 1934. november 1. – 1935. április 6. között a Sajó-Vidék hetilap felelős szerkesztője. 1939-ben Budapesten telepedett le.
Az első bécsi döntés után Budapesten a Felvidéki Magyar Hírlap, majd a Magyarország című lap. 1940 májusától megszakításokkal katona, 1942-1944 között haditudósító. Az 1943. januári doni visszavonulás után májusban kórházban kezelték. 1944 végén-1945 elején Ikvay Lászlónál a Keresztény Iparos és Munkásifjak Országos Egyesület Gát utcai székházában rejtőzködött.
1945. augusztus 1-1946. december 31 között állástalan, ekkor A Szív cikkírója. 1947. január 1-től 1972-es nyugdíjazásáig az Új Ember munkatársa volt.
1939-1944 között az Országos Magyar Sajtókamara, 1946-tól a Magyar Írók Szövetsége, 1947-től a Magyar Újságírók Országos Szövetsége, a Magyar Színpadi Szerzők Egyesülete, 1960-tól a Magyar PEN Club tagja.
Tanulmányokat, illetve szépprózát írt, vallásos szellemiségű könyveket állított össze, és cseh írók műveit fordította magyarra.

## Emlékezete

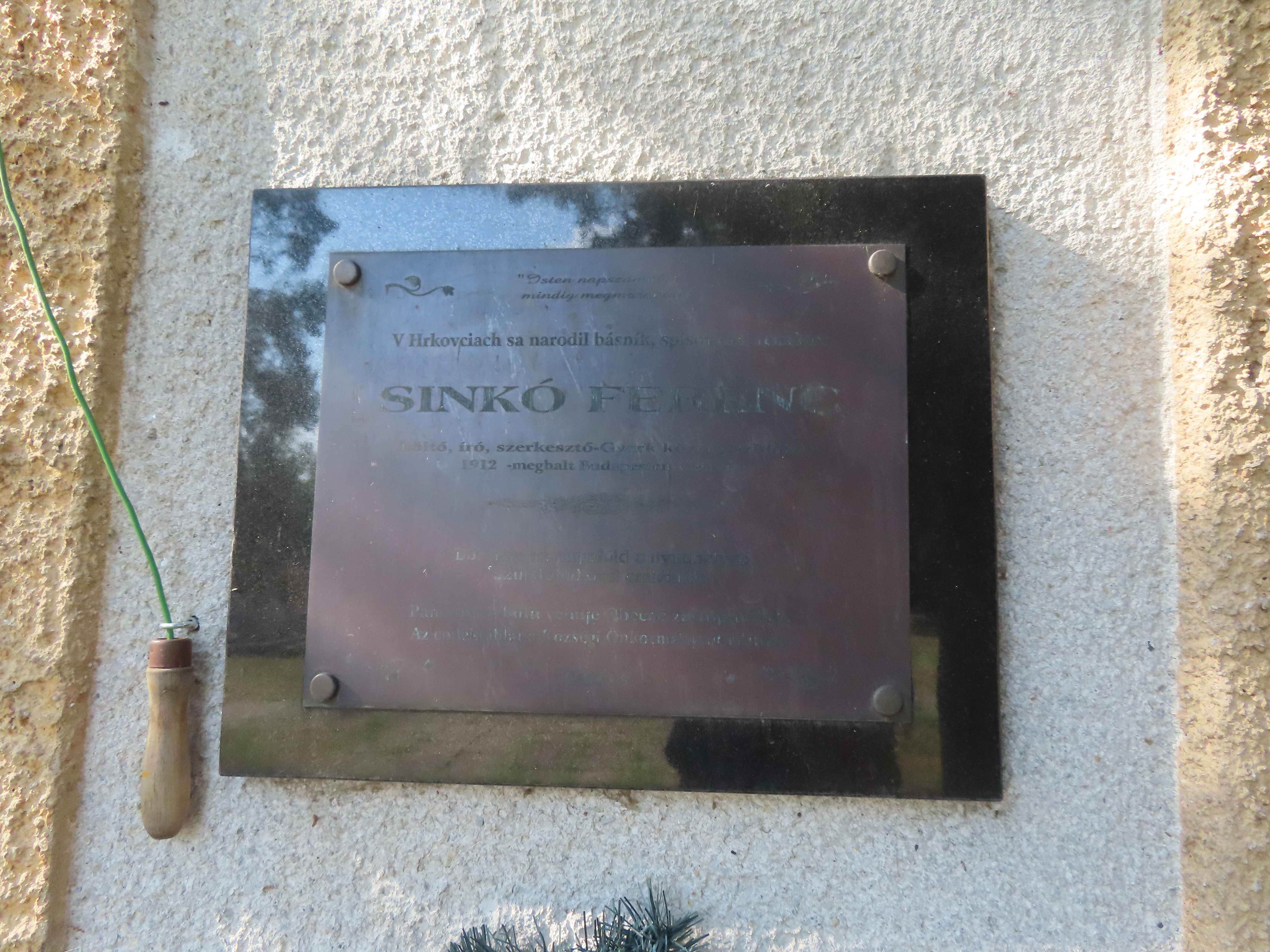
Emléktábla a gyerki temetőkápolnán

- Gyerken emléktábla (2004)
- Magyarországon a Magyar Katolikus Újságírók Szövetsége Sinkó Ferenc-díjat alapított a pályakezdő újságírók jutalmazására

## Művei
- 1944 Öreg malom árnyai (regény)
- 1947 Boldogasszony legénye (dráma)
- 1975 Fekete madár (elbeszélés)
- 1985 Csudatörténetek Száz példa 17-18. századi katolikus prédikációkból és példagyűjteményekből (válogatta, az előszót és a jegyzeteket írta)